# Con el más puro amor
Con el más puro amor es una película de Argentina dirigida por Jorge Cromberg según su propio guion escrito en colaboración con Abel Santa Cruz que se estrenó el 11 de octubre de 1966 y que tuvo como protagonistas a Mario Fortuna, Ricardo Trigo, José Cibrián y Ana María Campoy. La película fue producida en 1955 y recién se estrenó 11 años ás tarde, como complemento del filme El Rey en Londres.

## Sinopsis
El filme consta de 3 episodios:
Historia del perro
Una pareja debe soportar la carga de una perra juguetona.
Historia del gato
Un hombre lleva un gato a su casa. Su despótica mujer lo mata y él abandona el hogar.
Historia del chivo
Un chivo que está en un departamento y al que nadie se atreve a matar es devuelto al campo.

## Reparto
- Mario Fortuna
- Ricardo Trigo
- José Cibrián
- Ana María Campoy
- Alba Mujica
- Pascual Nacaratti
- Domingo Alzugaray
- Beatriz Bonnet
- Isidro Fernán Valdez
- Carlos Ginés
- Alberto Soler
- Teresa Pintos
- María Esther Corán
- Fernando Chicharro
- Carlos Zier
- Raúl Berra
- Alicia Berdaxagar

## Comentarios
El Heraldo del Cinematografista dijo:

”Sin magnitud de producción, técnicamente modesta y envejecida exteriormente.”